# Lille adjudant
Lille adjudant (latin: Leptoptilos javanicus) er en storkefugl, der lever i det østlige Indien, Bangladesh, Sri Lanka og Sydøstasien.